# Shanyue
Les Shanyue (越) étaient un ancien groupe de tribus montagnardes des hautes terres des Yue, qui vivaient dans ce qui est aujourd'hui les régions montagneuses du sud de la Chine et du nord du Vietnam pendant la dynastie des Han. La partie la plus au sud de la Chine n'était pas encore contrôlée par l'Empire Han, la cour impériale ayant revendiqué la propriété de ces terres, sans avoir la capacité de les contrôler réellement. Le peuple Shanyue en profitait pour organiser régulièrement des rébellions régulières contre les citoyens han, afin de rassembler des produits de première nécessité en pillant. Ils sont devenus puissants au cours de la période des Han orientaux et à la fin de cette période, les Shanyue ont été absorbés par l'Empire des Han après que la famille Sun ait mis en place un gouvernement local fort au Jiangdong . 
Le Royaume de Wu, fondé par Sun Quan, a lancé de nombreuses campagnes contre les Shanyue, mais en vain, car les membres des tribus Shanyue vivaient dans les collines depuis des générations et connaissaient bien la région. En cas de conflit, ils se cacheraient à la première défaite, avant de repartir au combat. Cependant, Ling Tong, l'un des généraux du Wu, a tenté une approche différente pour traiter avec les tribus Shanyue. Il a proposé a Sun Quan de tenter de gagner le cœur des peuples Shanyue et de les assimiler au lieu d'utiliser uniquement la force militaire pour les asservir. Ling estima que s'ils pouvaient impressionner les Shanyue avec la dignité et les récompenses potentielles du Wu, les membres de ces tribus se rallieraient sans effusion de sang. Après avoir obtenu le droit de demander du matériel aux xians de la région lorsque cela était nécessaire, Ling Tong a pris le commandement d'une unité dotée d'armes et d'armures décoratives, puis est parti dans les profondeurs de la colline. Lorsque les Shanyue ont découvert les troupes Wu, ils ont été impressionnés par la prestance l'unité de Ling Tong. Là, Ling Tong est sorti des rangs et leur a dit que s'ils rejoignaient les forces du Wu, de belles récompenses leur seraient offertes. Des dizaines de milliers de Shanyue sont sortis de leurs grottes et ont rejoint Ling. Ling choisit 10 000 hommes forts pour former une unité et revint avec ses recrue à la Cour du Wu. En raison du succès de Ling Tong, Zhuge Ke, un autre général du Wu, adoptera la même stratégie en 234. Ke proposa à Sun Quan de s'occuper des Shanyue de Danyang, une région qui ne s'était pas soumise à Ling Tong, lui disant qu'il avait simplement besoin des pleins pouvoirs pour mettre en œuvre son plan. Les demandes de Zhuge furent acceptées et, à son arrivée, il ordonna aux quatre commanderies voisines de Danyang de fermer leurs frontières et de ne pas combattre les Shanyue. Lorsque le riz fut mûr, il le fit récolter et stocker en lieu sûr très rapidement, empêchant ainsi les Shanyue de se livrer à leur pillage habituel. Vivant uniquement des fruits de leur pillage, les Shanyue furent donc rapidement affamés et firent leur soumission. Dès qu'ils se présentèrent, Zhuge Ke les traita avec gentillesse. L'opération a duré trois ou quatre ans et pratiquement tous les Shanyue de Dangyang se sont rendus au Wu à cette occasion. 

## Voir également
- Âu Lạc
- Minyue
- Nanyue
- Baiyue
- Campagne de la dynastie Qin contre les tribus Yue
- Expansion vers le sud de la dynastie Han